# Monastère Saint-Abraham-de-Gorodets

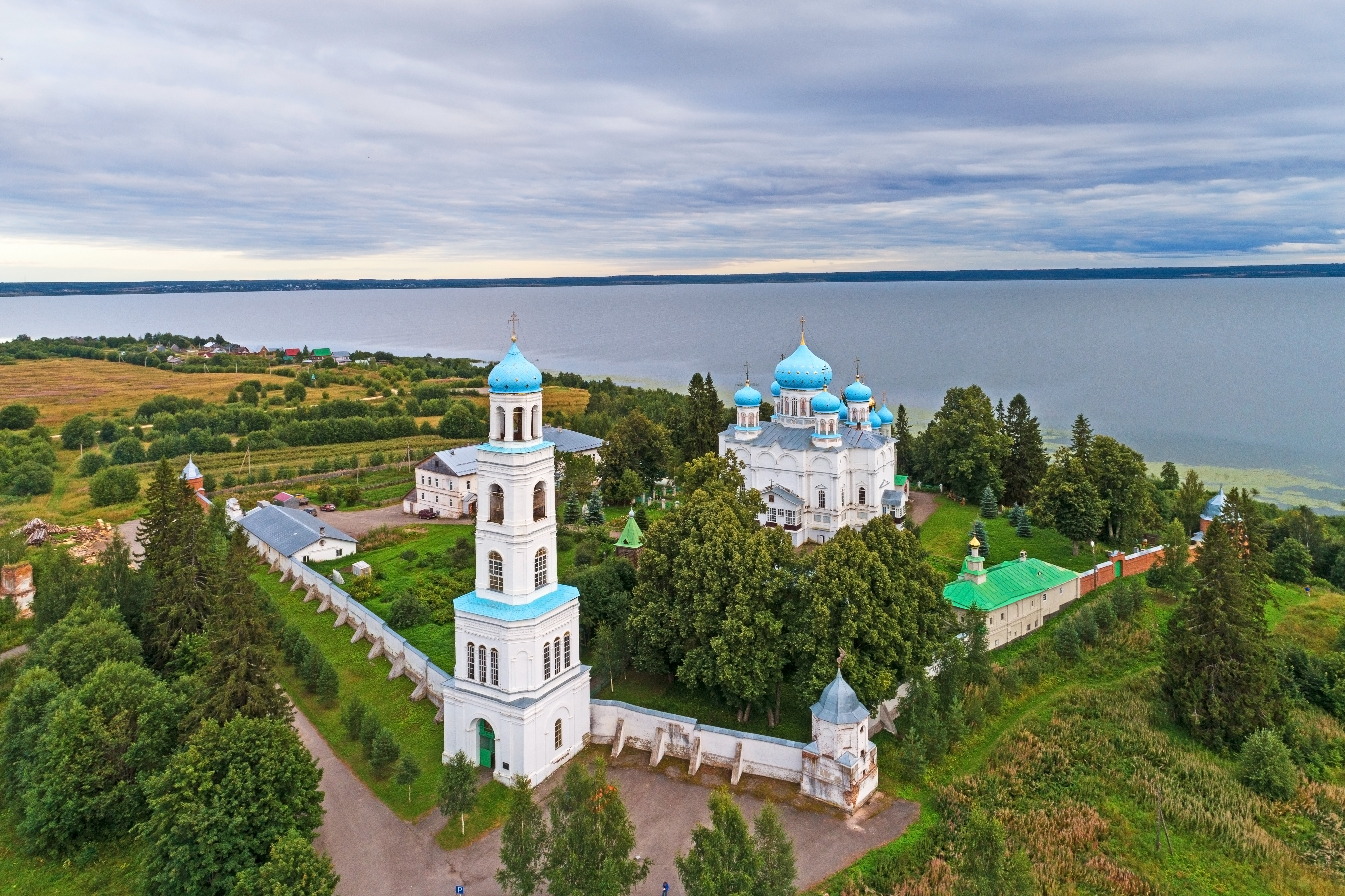
Vue à vol d'oiseau.

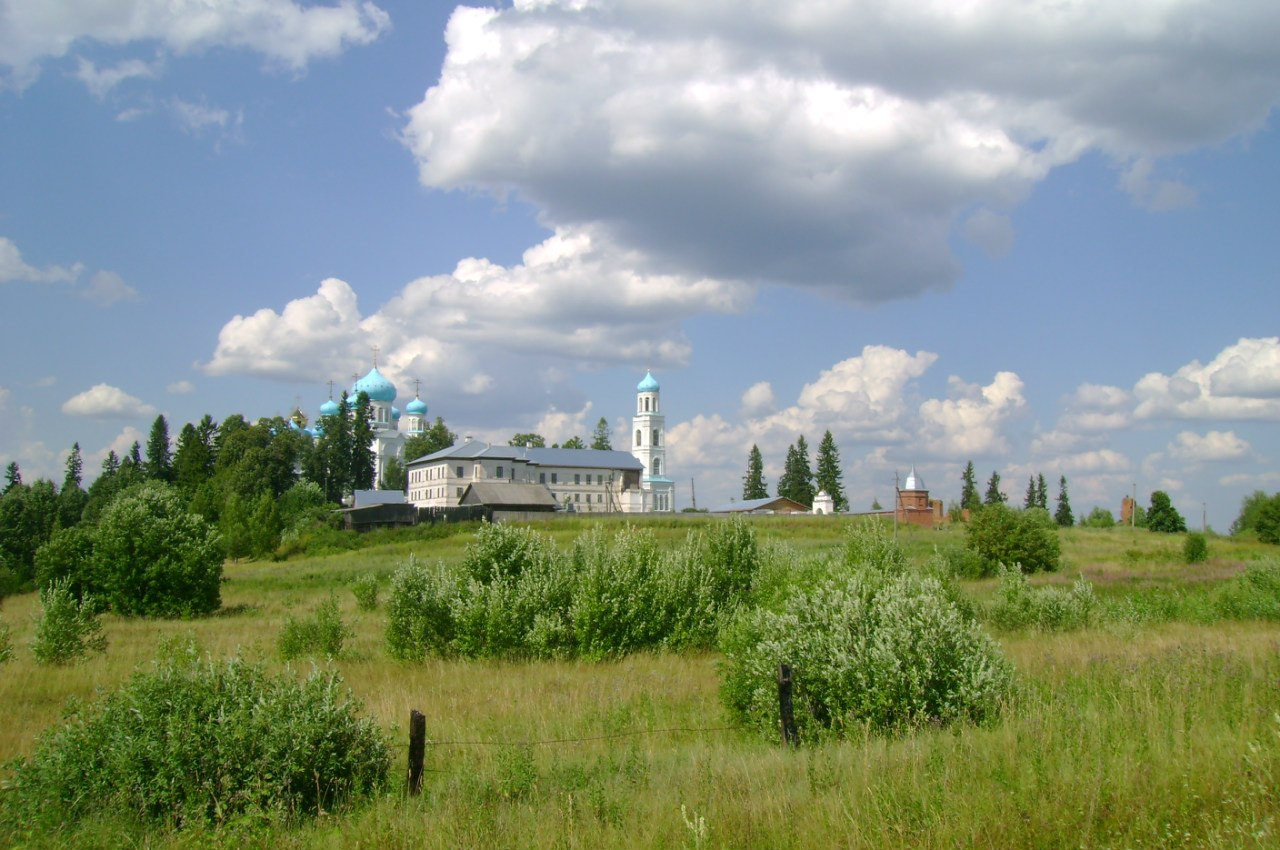
Le monastère en 2013.

Le monastère Saint-Abraham-de-Gorodets ou monastère de la Protection-Saint-Abraham de Gorodets (Авраа́миев Покро́вский Городе́цкий монастырь) est un monastère d'hommes de l'Église orthodoxe russe situé en Russie dans l'éparchie de Galitch. Il se trouve au village de Nojkino dans l'oblast de Kostroma, au bord du lac de Tchoukhloma. L'ensemble architectural est inscrit à la liste des monuments protégés au niveau régional.

## Histoire
Ce monastère a été fondé dans le dernier tiers du XIVe siècle par le vénérable moine Abraham de Gorodets, disciple de saint Serge de Radonège (après avoir fondé un monastère au bord du lac de Galitch, dédié à la Dormition de la Mère de Dieu). Abraham fait édifier une église de bois vouée à la Protection de la Mère de Dieu où viennent prier de nombreux riverains. Peu avant sa mort (en 1375), le vénérable moine s'était installé dans une skite à proximité de sa communauté.

### Le monastère auXVIIe—XIXesiècles

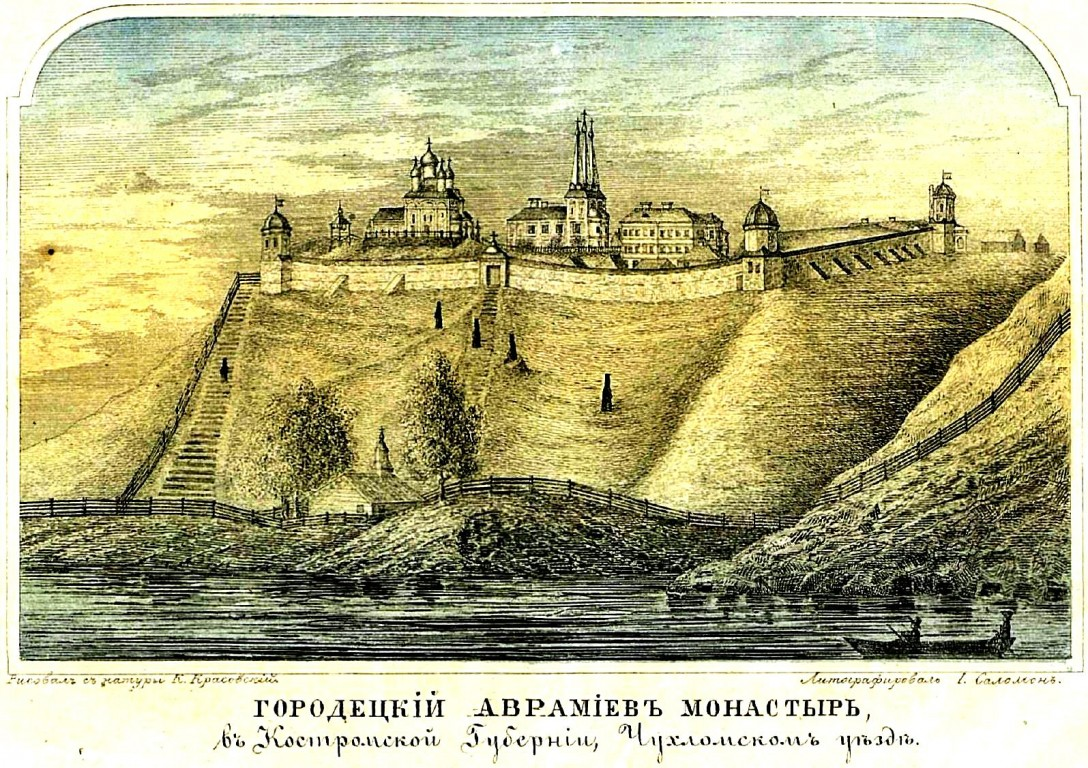
Le monastère au XIXe siècle.

Le monastère est construit en pierre au début du XVIIe siècle. L'église de la Protection est construite en 1608 à la demande du tzar Basile IV et sous la bénédiction du patriarche saint Hermogène. Elle n'est terminée qu'en 1631 à cause du renversement entretemps de Basile. C'est la première église de pierre à être construite dans les confins Nord de Kostroma. Elle est construite à l'emplacement de la tombe du vénérable Abraham. Les constructions de pierre se poursuivent pendant les années 1640. l'église-porte et l'église de la Nativité sont terminées à la fin du XVIIe siècle. Le monastère commence à décliner sous Pierre le Grand. Le clocher de l'église-catholicon est démoli en 1848.

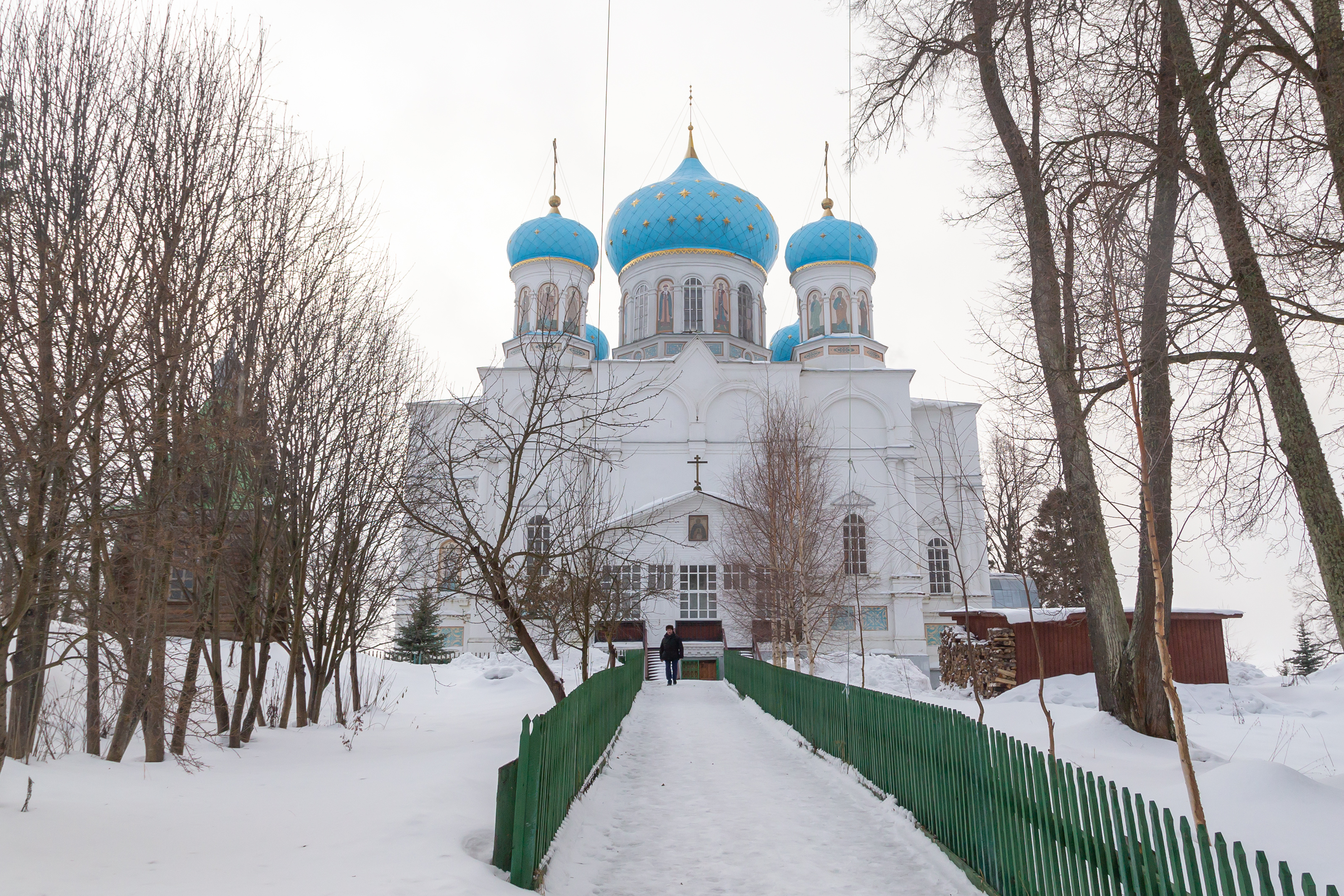
Église-catholicon de la Vierge-de-Tendresse-et-Saint-Élie.

En 1857, l'on commence à construire sur le site de la chapelle Saint-Élie de l'église de la Protection, une nouvelle grande église en l'honneur de l'icône de Tendresse (Eleusa) de la Mère de Dieu. Les plans sont du fameux architecte Constantin Thon. Elle  possède cinq dômes. Elle est consacrée en 1867. Peu après l'église de la Nativité est démontée. On construit dans les années 1870 un clocher à cinq étages sur le modèle de celui du monastère Simonov de Moscou (construit également par Constantin Thon) ; mais cependant, les deux projets sont simplifiés.
La tombe est d'Abraham est revêtue d'une chasse d'argent en 1808, puis une nouvelle en 1895, extrêmement raffinée. Elle est en grande partie financée par les paysans natifs de Tchoukhloma venus travailler à Saint-Pétersbourg. Au-dessus du puits creusé par Abraham, l'on bâtit une petite chapelle de bois où l'on vient en procession chaque année.

### Économie
Le monastère reçoit des biens et des terres à partir de la première moitié du XVe siècle de la part des princes de Galitch, puis des princes de Moscou, ainsi que de la noblesse locale « pour le bien des âmes ». Vers le milieu du XVe siècle, le monastère commence à faire du commerce du sel et possède plusieurs granges salines à Soligalitch. Elles sont exonérées de droits dès 1450. De plus Ivan III lui donne le droit de pêche sur les rivières Vyoksa, Sviatitsa, Sona et Mokcha. Autour de 1622, le monastère possède déjà dans les actuels districts (raïons) de Tchoukhloma, Galitch et Soligalitch, un pogost, deux hameaux, vingt-neuf villages, trois grandes fermes indépendantes, et sept domaines en friche. Le monastère possède aussi une hôtellerie dans le faubourg de Galitch.
Le manifeste de 1764 de Catherine II sur la sécularisation des domaines monastiques met un terme définitif à la prospérité économique du monastère qui se voit confisquer ses terres agricoles et ses votchinas. Dès le début du XIXe siècle, des foires et marchés se tiennent devant les murs du monastère pendant les fêtes patronales, trois en juillet et une en octobre. Le monastère peut ainsi en tirer des ressources.

### Situation au début duXXesiècle
En 1912, le monastère possède 337 déciatines de terres où se trouvent trois églises. Sont particulièrement révérées les reliques de saint Abraham de Galitch (de Gorodets), une icône miraculeuse de la Vierge de Galitch, une icône de saint Abraham avec ses chaînes de pénitence. Les dépouilles de la princesse Hélène Dolgorouki et de membres de la famille Lermontov et de la famille Mamaïev sont enterrées au cimetière du monastère.
Le monastère développe son système d'exploitation agricole au début du XXe siècle et se sert de machines agricoles les plus modernes. Il utilise aussi les meilleures sortes de semences et d'engrais.

### Période soviétique
Le monastère est privé de sa personnalité juridique en 1919 par le nouveau pouvoir communiste ; mais l'archimandrite Séparion réussit avec les frères à enregistrer la communauté monastique comme communauté paroissiale. Au printemps 1922, tous les objets liturgiques de prix, les icônes, or et vaisselle précieuse, etc. sont confisqués, et surtout la précieuse châsse d'argent de saint Abraham. L'ouïezd de Tchoukhloma devient ainsi le premier du gouvernement de Kostroma à posséder le plus d'or et d'argent, juste derrière la ville de Kostroma.
Au milieu des années 1920, les autorités installent un orphelinat (fermé au milieu des années 1930) dans une partie du monastère, ce qui est le prétexte à la fermeture définitive du monastère et à l'expulsion des moines en 1928, afin selon les déclarations des autorités « de ne pas corrompre les âmes des enfants ». Finalement au milieu des années 1930, tous les moines sont fusillés. Dans ls bâtiments de l'ancien monastère, on installe des clubs villageois, la chapelle est donnée à l'usage d'une paysanne pour construire son isba. Plus tard, les autorités locales envisagent de faire des lieux une maison de vacances pour ouvriers des environs. Les anciennes églises sont transformées en greniers à grain. Une station de tracteurs et de machines agricoles est organisée dans ses murs. Elle ferme dans les années 1950. À la fin des années 1950, l'ancien bâtiment des cellules des moines abrite une école primaire. Au début des années 1970, l'on commence à effectuer des travaux de restauration, notamment avec l'aide d'équipes d'étudiants de l'institut d'architecture de Moscou (МАРХИ). Ils sont terminés en 1975 et l'école ferme ses portes.

## Renaissance

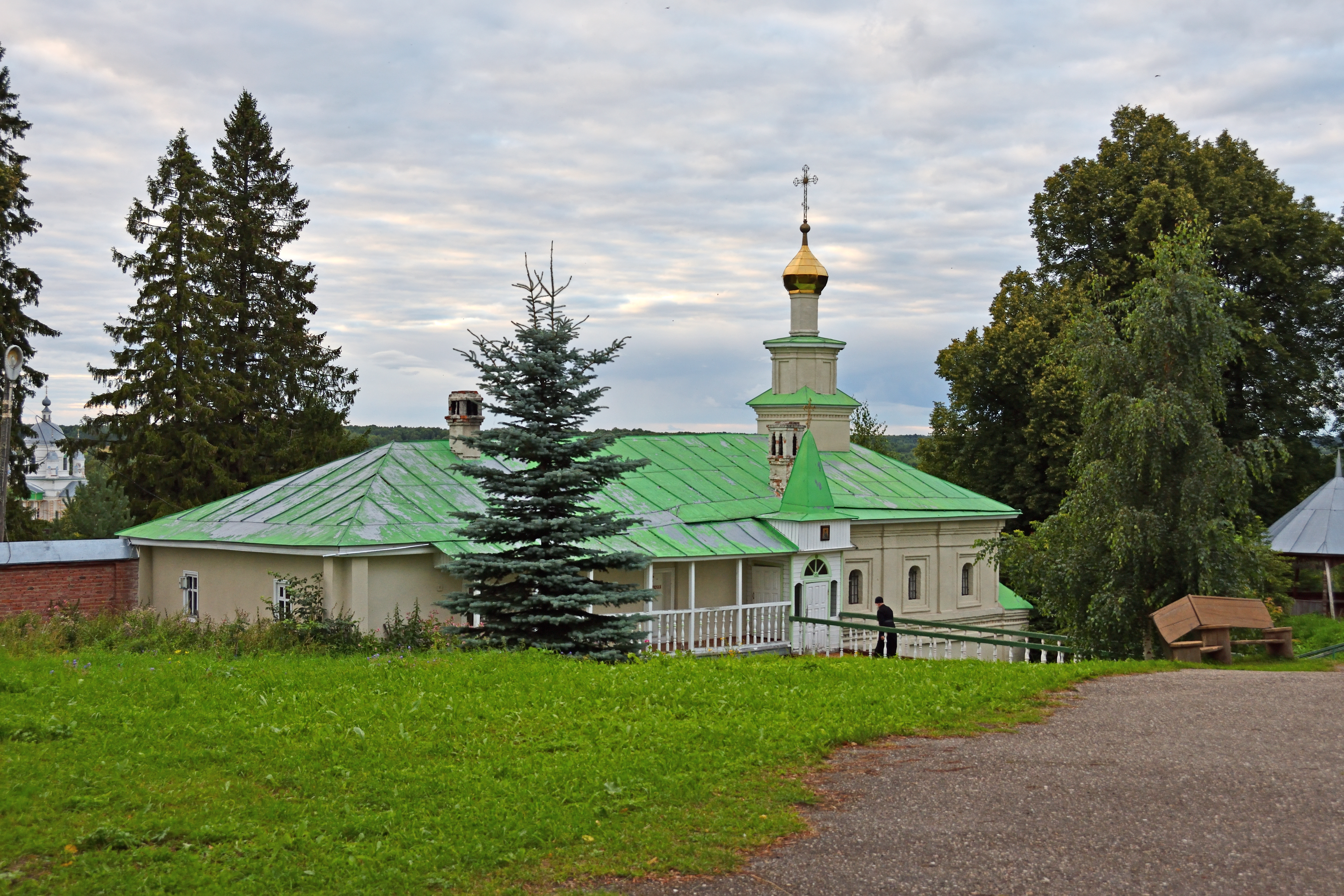
Église-porte Saint-Nicolas.

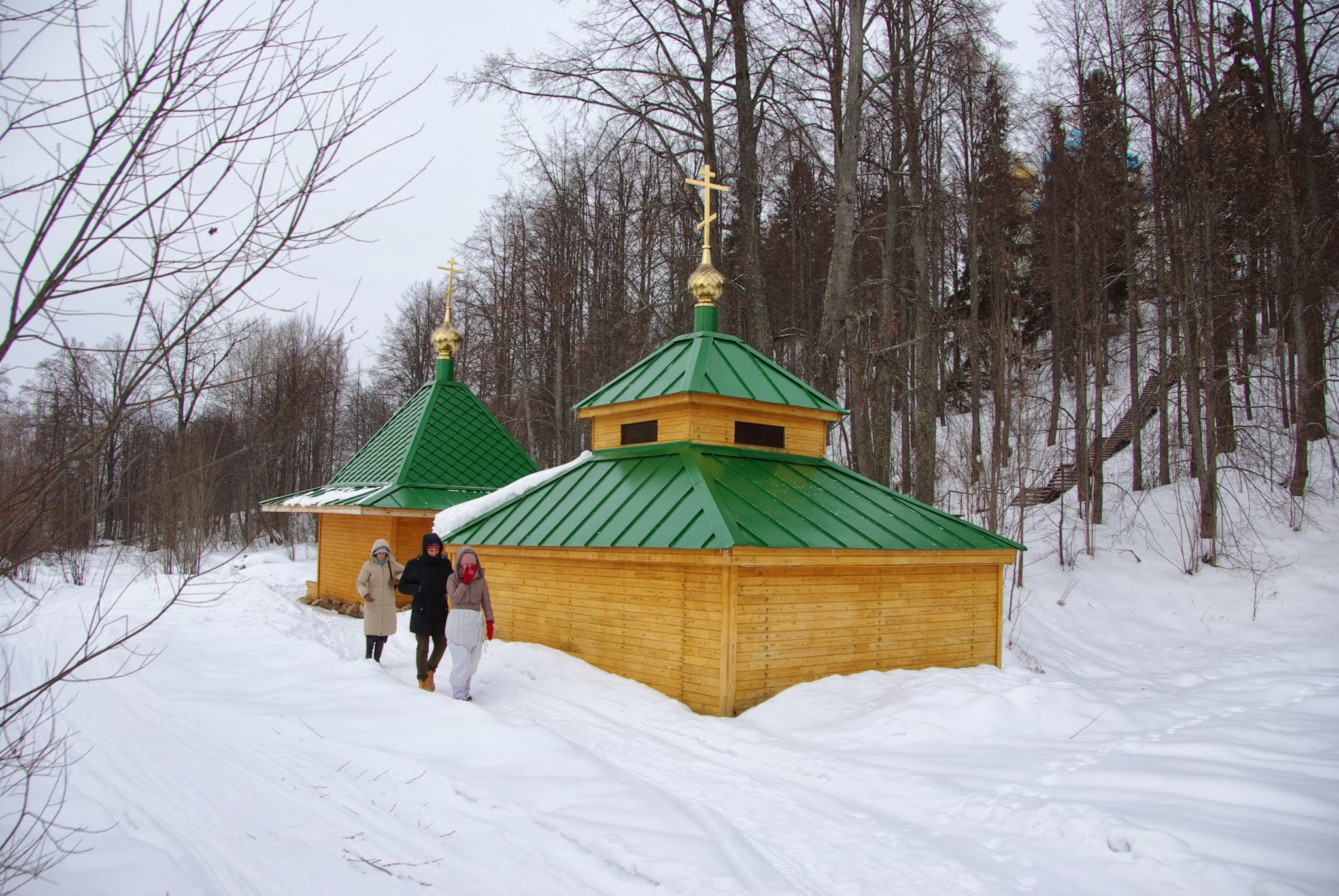
Chapelle de bois construite en 2001 sur le puits creusé par saint Abraham de Galitch.

Le 1er août 1990 a lieu au monastère pour la première fois depuis soixante-deux ans une cérémonie de prières pour les défunts, en hommage aux frères fusillés. Elle se déroule à l'emplacement de la tombe de saint Abraham. Le chantier de restauration commence en juin 1991. L'église-porte Saint-Nicolas est restaurée en 1992. Le puits de saint Abraham de Galitch est retrouvé en contrebas du monastère et nettoyé au printemps 1993. Le clocher retrouve sa croix à l'automne 1993. L'église de la Mère-de-Dieu-de-Tendresse est consacrée à l'été 1994. Une petite chapelle funéraire est édifiée en 1997 en souvenir du quatre centième anniversaire de naissance du fondateur de la branche russe des Lermontov, Georges (en russe Youri) Lermont, qui fut inhumé au cimetière.

## Source de la traduction
- (ru) Cet article est partiellement ou en totalité issu de l’article de Wikipédia en russe intitulé « Авраамиев Городецкий монастырь » (voir la liste des auteurs).